# La Manga Cup
A La Manga Cup é um torneio de futebol disputado na localidade de La Manga del Mar Menor (habitualmente, apenas La Manga), na Espanha. Disputa-se no início do ano, então inverno no país. 
Os clubes participantes normalmente procedem de Suécia, Finlândia, Dinamarca, Noruega, Ucrânia, Rússia e Estados Unidos.

## Vencedores

### Por ano
- 1999, Rosenborg -
- 2000, Brøndby IF -
- 2001, Rosenborg -
- 2002, Helsingborgs IF -
- 2003, Rosenborg -
- 2004, MetroStars -
- 2005, Rubin Kazan -
- 2006, Rubin Kazan -
- 2007, Shakhtar Donetsk -
- 2008, Kalmar -
- 2009, FC Honka -

### Por clube
| Clube              | Títulos |
| ------------------ | ------- |
| Rosenborg          | 3       |
| Rubin Kazan        | 2       |
| Brøndby IF         | 1       |
| FC Honka           | 1       |
| Helsingborgs       | 1       |
| Kalmar             | 1       |
| New York Red Bulls | 1       |
| Shakhtar Donetsk   | 1       |

### Por país
| País           | Títulos |
| -------------- | ------- |
| Noruega        | 3       |
| Rússia         | 2       |
| Suécia         | 2       |
| Dinamarca      | 1       |
| Estados Unidos | 1       |
| Finlândia      | 1       |
| Ucrânia        | 1       |